# Rolf Wenkhaus
Rolf Wenkhaus (Berlino, 9 settembre 1917 – Bloody Foreland, 31 gennaio 1942) è stato un attore tedesco, noto come attore bambino soprattutto per essere stato il protagonista nel 1931 del film La terribile armata (Emil und die Detektive). Morì giovanissimo nel corso della seconda guerra mondiale in una missione aerea lungo le coste irlandesi.

## Biografia
Rolf Wenkhaus nasce a Berlino nel 1917. È figlio d'arte: sua madre era cantante d'operetta e suo padre, Kurt Wenkhaus, cantante lirico e quindi attore di teatro e cinema. Rolf fa il suo debutto nel cinema nel 1931 a 13 anni come protagonista del film La terribile armata (Emil und die Detektive) per la regia di Gerhard Lamprecht. Circa 2.500 bambini tedeschi concorrono per una parte nel film, basato sul popolarissimo omonimo romanzo pubblicato da Erich Kästner nel 1929. Wenkhaus viene scelto assieme a Inge Landgut, Hans Joachim Schaufuß, Hans Richter, Hans Löhr e Martin Rickelt.
Al grande successo nazionale e internazionale della pellicola, segue per Wenkhaus, una piccola parte in un film del 1932 e quindi nuovamente un ruolo di primo piano in uno dei primi film di propaganda nazisti, S.A.-Mann Brand (1933), dove interpreta la vicenda di un giovane membro della Gioventù hitleriana che sacrifica la propria via per salvare quella di un suo camerata.
Come successo ad altri attori bambini, protagonisti in quegli anni di film di propaganda nell'Italia fascista (Franco Brambilla), nella Germania nazista (Klaus Detlef Sierck) o nell'Unione Sovietica (Aleksej Ljarskij), anche Wenkhaus rimane per così dire anche nella vita prigioniero del suo ruolo. Da lui ci si aspetta lo stesso spirito eroico del suo alter ego cinematografico. Allo scoppio della seconda guerra mondiale, è arruolato nella Luftwaffe, l'aviazione militare tedesca, e impiegato come membro dell'equipaggio di un Focke-Wulf Fw 200, bombardiere e ricognitore marittimo. Nel corso di una missione di guerra l'aereo viene abbattuto dal fuoco di una corvetta britannica il 31 gennaio 1942, al largo delle coste irlandesi, nei pressi del promontorio di Bloody Foreland. A soli 24 anni, Wenkhaus muore con tutti gli altri membri dell'equipaggio.
Altri due giovani attori del cast de La terribile armata (Emil und die Detektive) moriranno in combattimento nel corso della seconda guerra mondiale: Hans Joachim Schaufuß e Hans Löhr.

## Filmografia
- La terribile armata (Emil und die Detektive), regia di Gerhard Lamprecht (1931)
- Strich durch die Rechnung , regia di Alfred Zeisler (1932)
- S.A.-Mann Brand , regia di Franz Seitz (1933)